# Fontaine-la-Gaillarde
Pour les articles homonymes, voir Fontaine et Gaillarde (homonymie).
Fontaine-la-Gaillarde est une commune française située dans le département de l'Yonne en région Bourgogne-Franche-Comté.

## Géographie
Fontaine-la-Gaillarde se situe dans le nord du département de l'Yonne, dans le Sénonais, à 8 km à l'est-nord-est de la ville de Sens. 

### Climat
Pour des articles plus généraux, voir Climat de la Bourgogne-Franche-Comté et Climat de l'Yonne.
En 2010, le climat de la commune est de type climat océanique dégradé des plaines du Centre et du Nord, selon une étude du Centre national de la recherche scientifique s'appuyant sur une série de données couvrant la période 1971-2000. En 2020, Météo-France publie une typologie des climats de la France métropolitaine dans laquelle la commune est exposée à un climat océanique altéré et est dans la région climatique  Nord-est du bassin Parisien, caractérisée par un ensoleillement médiocre, une pluviométrie moyenne régulièrement répartie au cours de l’année et un hiver froid (3 °C). 
Pour la période 1971-2000, la température annuelle moyenne est de 10,8 °C, avec une amplitude thermique annuelle de 15,5 °C. Le cumul annuel moyen de précipitations est de 754 mm, avec 12,2 jours de précipitations en janvier et 7,8 jours en juillet. Pour la période 1991-2020, la température moyenne annuelle observée sur la station météorologique de Météo-France la plus proche, « Sens », sur la commune de Sens à 8 km à vol d'oiseau, est de 11,9 °C et le cumul annuel moyen de précipitations est de 644,7 mm. 
La température maximale relevée sur cette station est de 42,4 °C, atteinte le 25 juillet 2019 ; la température minimale est de −22,6 °C, atteinte le 14 février 1956,,. 
Les paramètres climatiques de la commune ont été estimés pour le milieu du siècle (2041-2070) selon différents scénarios d'émission de gaz à effet de serre à partir des nouvelles projections climatiques de référence DRIAS-2020. Ils sont consultables sur un site dédié publié par Météo-France en novembre 2022.

## Urbanisme

### Typologie
Au 1er janvier 2024, Fontaine-la-Gaillarde est catégorisée commune rurale à habitat dispersé, selon la nouvelle grille communale de densité à sept niveaux définie par l'Insee en 2022.
Elle est située hors unité urbaine. Par ailleurs la commune fait partie de l'aire d'attraction de Sens, dont elle est une commune de la couronne,. Cette aire, qui regroupe 65 communes, est catégorisée dans les aires de 50 000 à moins de 200 000 habitants,.

### Occupation des sols
L'occupation des sols de la commune, telle qu'elle ressort de la base de données européenne d’occupation biophysique des sols Corine Land Cover (CLC), est marquée par l'importance des territoires agricoles (70,5 % en 2018), une proportion sensiblement équivalente à celle de 1990 (70,6 %). La répartition détaillée en 2018 est la suivante : 
terres arables (62,2 %), forêts (25,8 %), zones agricoles hétérogènes (8,4 %), zones urbanisées (3,6 %). L'évolution de l’occupation des sols de la commune et de ses infrastructures peut être observée sur les différentes représentations cartographiques du territoire : la carte de Cassini (XVIIIe siècle), la carte d'état-major (1820-1866) et les cartes ou photos aériennes de l'IGN pour la période actuelle (1950 à aujourd'hui).

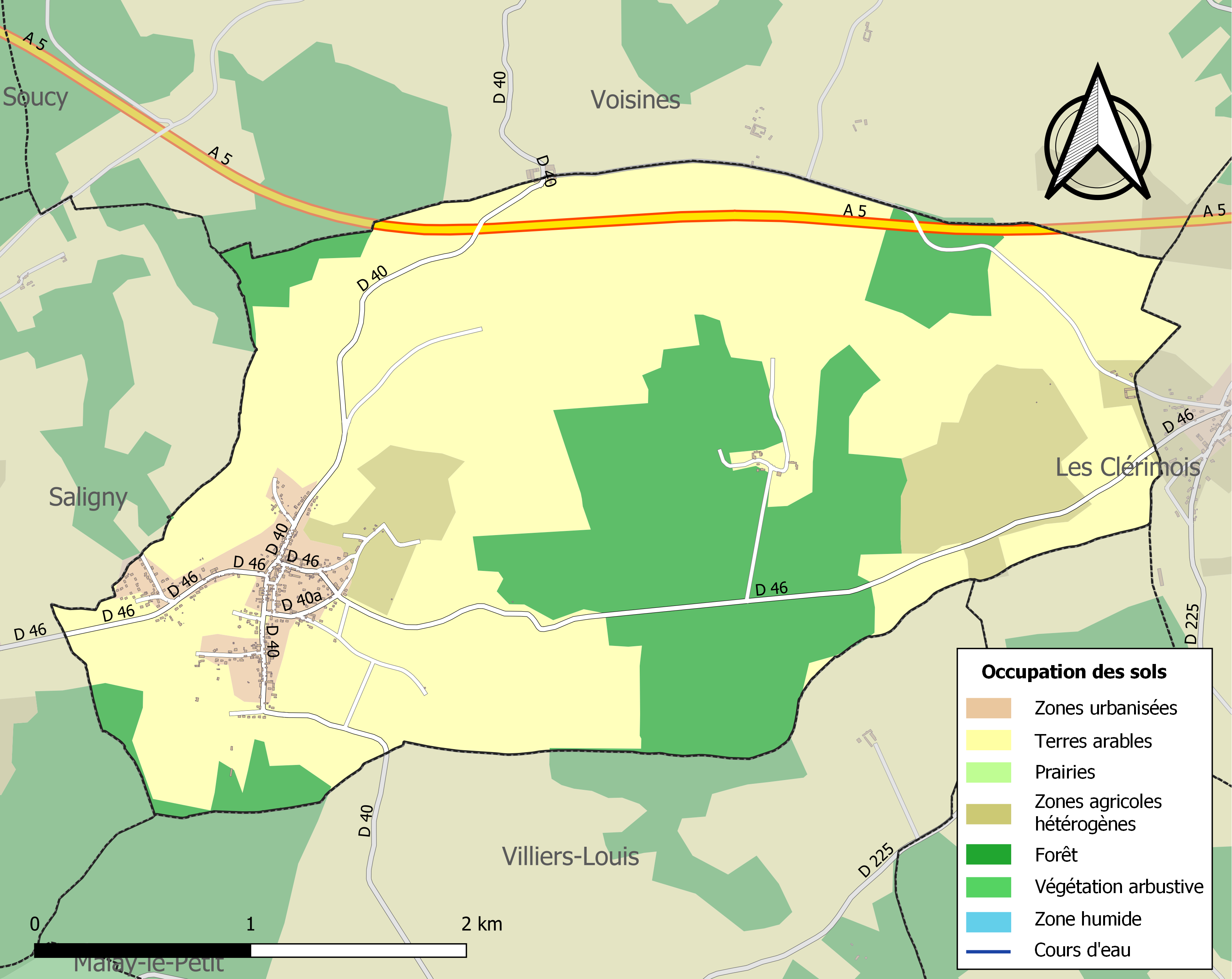
Carte des infrastructures et de l'occupation des sols de la commune en 2018 (CLC).

## Histoire
Datant de l'époque d'Hallstatt, une nécropole a été découverte lors de fouilles archéologiques. Puis, de l'époque de La Tène, des monnaies de bronze du peuple gaulois des Sénons ont également été découvertes sur le territoire de la commune.
Enfin, en 2007 a été découvert un exceptionnel trésor de 249 aurei, allant du règne de Tibère à celui de Probus.

## Politique et administration
| Période | Période  | Identité        | Étiquette | Qualité |
| ------- | -------- | --------------- | --------- | ------- |
|         |          |                 |           |         |
|         | 2014     | Jack Juigne     |           |         |
| 2014    | En cours | Michel Papinaud |           |         |

## Démographie
L'évolution du nombre d'habitants est connue à travers les recensements de la population effectués dans la commune depuis 1793. Pour les communes de moins de 10 000 habitants, une enquête de recensement portant sur toute la population est réalisée tous les cinq ans, les populations de référence des années intermédiaires étant quant à elles estimées par interpolation ou extrapolation. Pour la commune, le premier recensement exhaustif entrant dans le cadre du nouveau dispositif a été réalisé en 2007.

En 2022, la commune comptait 518 habitants, en évolution de +2,57 % par rapport à 2016 (Yonne : −1,95 %, France hors Mayotte : +2,11 %).
| 1793 | 1800 | 1806 | 1821 | 1831 | 1836 | 1841 | 1846 | 1851 |
| ---- | ---- | ---- | ---- | ---- | ---- | ---- | ---- | ---- |
| 310  | 302  | 338  | 335  | 365  | 383  | 385  | 393  | 379  |

| 1856 | 1861 | 1866 | 1872 | 1876 | 1881 | 1886 | 1891 | 1896 |
| ---- | ---- | ---- | ---- | ---- | ---- | ---- | ---- | ---- |
| 393  | 405  | 418  | 382  | 375  | 324  | 334  | 333  | 297  |

| 1901 | 1906 | 1911 | 1921 | 1926 | 1931 | 1936 | 1946 | 1954 |
| ---- | ---- | ---- | ---- | ---- | ---- | ---- | ---- | ---- |
| 265  | 261  | 253  | 230  | 220  | 218  | 199  | 189  | 194  |

| 1962 | 1968 | 1975 | 1982 | 1990 | 1999 | 2006 | 2007 | 2012 |
| ---- | ---- | ---- | ---- | ---- | ---- | ---- | ---- | ---- |
| 244  | 189  | 285  | 391  | 481  | 489  | 505  | 507  | 498  |

| 2017 | 2022 | - | - | - | - | - | - | - |
| ---- | ---- | - | - | - | - | - | - | - |
| 509  | 518  | - | - | - | - | - | - | - |

## Culture locale et patrimoine

### Lieux et monuments

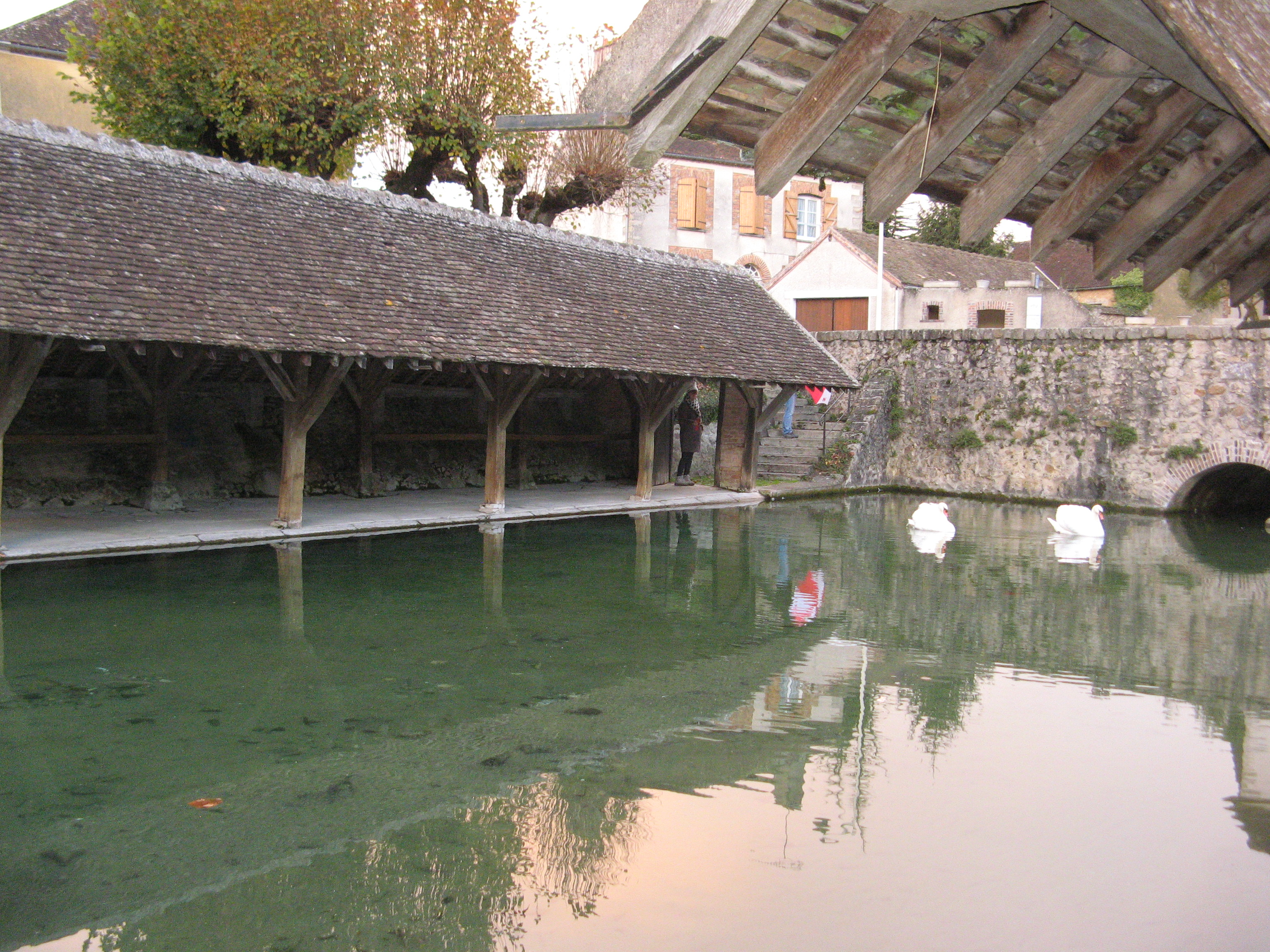
Lavoir

#### Église Saint Jean Baptiste
Bâtie aux XVe et XVIe siècles, elle renferme plusieurs œuvres classées ou inscrites aux monuments historiques : deux groupes sculptés du XVIe siècle (Saint-Roch et Vierge de Pitié), une statuette de Saint-Jean-l'Évangéliste du XIIIe siècle, un bénitier et une statue de Saint-Sébastien du XVIIe siècle, un bâton de procession et une statuette de Saint-Éloi du XVIIIe siècle et un tableau du XIXe siècle représentant le baptême du Christ.

#### Lavoir
C'est un grand lavoir avec deux galeries face-à-face alimenté par la Gaillarde, ru dont la source est située sous l'église.

### Personnalités liées à la commune
L'homme politique Jacques Delors (1925-2023) y détient sa résidence secondaire à partir des années 1980. Il y est inhumé le 6 janvier 2024.